# Святослав
| У інших мовах |
| --- |
| - д.-рус. Свѧтославь, Свѧтославль - д.-рус. Ст҃ославь, Ст҃ославль - болг. Светослав - чеськ. Svatoslav - словац. Svätoslav - пол. Świętosław - серб. Светислав / Светослав - рос. Святослав |

Святосла́в — слов'янське двоосновне чоловіче ім'я, що походить слів «святий» і «слава». Одне з небагатьох слов'янських імен у православних святцях. Іменини — 6 липня. Від цього імені пішло прізвище Святославський. Жіноча форма імені — Святослава. 

## Відомі носії

### Князі
- Святослав Хоробрий (Святослав І) — великий князь київський (945—972).
- Святослав Ярославич (Святослав ІІ) — великий князь київський (1073—1076).
- Святослав Київський — князь київський, учасник Окунівської битви (1276).

### Посполиті
- Святослав Іванович Вакарчук (нар. 1975) — український співак, лідер рок-гурту «Океан Ельзи».
- Святослав Юрійович Шевчук (нар. 1970) — предстоятель Української греко-католицької церкви з 27 березня 2011 року.
- Святослав Михайлович Піскун (нар. 1959) — генеральний прокурор України (2002—2003, 2004—2005, 2007).
- Святослав Володимирович Літинський (нар. 1981) — український громадський діяч, кандидат фізико-математичних наук, викладач, відомий захисник української мови.
- Святослав Ярославович Паламар (нар. 1982) — український військовий діяч, Герой України, заступник командира полку ''Азов'', учасник боїв за Маріуполь та металургійний комбінат ''Азовсталь''. Відомий також під позивним ''Калина''.
- Святослав Ярославович Гординський (1906—1993) — український художник, графік, мистецтвознавець, поет, перекладач, редактор та журналіст.
- Святослав Йосипович Караванський (1920—2016) — український мовознавець, поет, перекладач, журналіст, автор самвидаву. Довголітній політв'язень таборів СРСР 1944—1960, 1965—1979. Член ОУН. З 1979 року проживав у США.
- Святослав Володимирович Терський (1962—2025) — український науковець, історик, археолог, доктор історичних наук, професор.
- Святослав Васильович Олійник (нар. 1975) — український юрист і політик.
- Святослав Юрійович Михайлюк (нар. 1997) — український баскетболіст.
- Святослав Васильович Максимчук (нар. 1936) — український актор театру та кіно, педагог. Актор Львівського драматичного театру імені Марії Заньковецької (з 1964 року). Народний артист України (2000).
- Святослав Михайлович Ханенко (нар. 1953) — український політик.
- Святослав Теофілович Ріхтер (1915—1997) — радянський піаніст німецького походження. Народний артист СРСР (1961). Герой Соціалістичної Праці (1975). Лауреат Ленінської (1961), Сталінської (1950) премій та Державних премій РРФСР (1987) та Російської Федерації (1996) імені Глінки.
- Святослав Миколайович Федоров (1927—2000) — російський офтальмолог.
- Святослав Ігорович Єщенко (нар. 1971) — російський актор театру та кіно, артист розмовного жанру, гуморист. Заслужений артист Російської Федерації (2018).

## Літературні твори
- «Святослав» — історичний роман Семена Скляренка.